# زیردریایی یو-۵۷۷
زیردریایی یو-۵۷۷ (به انگلیسی: German submarine U-577) یک زیردریایی است که طول آن ۶۷٫۱ متر (۲۲۰ فوت ۲ اینچ) می‌باشد. این زیردریایی در سال ۱۹۴۱ ساخته شد.